# Ludovic Gaillard
 (mai 2024).
Si vous disposez d'ouvrages ou d'articles de référence ou si vous connaissez des sites web de qualité traitant du thème abordé ici, merci de compléter l'article en donnant les références utiles à sa vérifiabilité et en les liant à la section « Notes et références ».
Michel Ludovic Gaillard, né le 23 mars 1838 à Sorges et mort le 15 janvier 1910 aux Castilloux (commune de Nantheuil) est un ingénieur français. 
On lui doit entre autres la construction du pont de la Trinité à Saint-Pétersbourg (1897-1901).

## Biographie
Descendant d’une famille de papetiers, Ludovic Gaillard fait à partir de 1851 ses études au nouveau lycée de Périgueux, dans la section industrielle.
Au terme de ces trois années, il rejoint le Corps des ponts et chaussées de la Dordogne en tant qu’assistant du chef de travaux. Maîtrisant les nouveaux outils – théodolites, calculs logarithmiques, trigonométrie – on lui confie le percement du tunnel de Thiviers, un des premiers en pente et en courbe.
En 1858, il est chef de travaux pour la traversée des Pyrénées sur la ligne d’Irun à Madrid. La compagnie Ernest Goüin et Cie reprend la direction des travaux en 1862, qui seront inaugurés en avril 1864. 
Ludovic Gaillard reste alors à la Compagnie, qui réalise la totalité des opérations pour la société Paris-Orléans et dirige de nombreux ouvrages dans le Sud-Ouest, notamment la finalisation des lignes de Périgueux à Tulle, et de Poitiers à Royan. 
En 1885, il entre au conseil d’administration de la nouvelle Société des Batignolles qu’a créé Ernest Goüin, et poursuit l’expansion du groupe avec des chantiers emblématiques : lignes d’Hanoï à Pékin, de Beyrouth à Damas, en Turquie, Algérie, Tunisie, Égypte, Afrique… sans négliger la France. 
Il quittera ce poste en 1905, après avoir passé plus de 42 ans à la Société des Batignolles, tout en gardant la réputation d'un ingénieur conseil prisé. 
Il repose au cimetière de Thiviers, en Dordogne.

## Distinctions
- Chevalier de la Légion d’honneur
- Commandeur dans l’ordre de Saint Grégoire
- Ordre de Nichan iftikhar de Tunisie
- Ordre de l'Osmaniye, remise par le Sultan Abdulaziz

## Réalisations notables
- Ligne Irun-Madrid
- Ligne Damas-Beyrouth
- Pont de la Trinité à Saint Pétersbourg